# Chromgruppe
| Gruppe  | 6      |
| Periode |        |
| 4       | 24 Cr  |
| 5       | 42 Mo  |
| 6       | 74 W   |
| 7       | 106 Sg |

In der 6. Gruppe des Periodensystems sind die Elemente Chrom, Molybdän, Wolfram und das erstmals 1974 hergestellte Element 106 Seaborgium enthalten. Die Gruppe wird auch nach dem ersten Mitglied als Chromgruppe bezeichnet.
Alle Metalle aus der Gruppe weisen ähnliche chemische Eigenschaften (in Form der Oxidationsstufen +2, +3 und +6) auf. Molybdän und Wolfram ähneln sich bei nahezu identischem Atomradius mit der stabilsten Oxidationsstufe +6 eher als Chrom, mit der stabilsten Oxidationsstufe bei +3. Alle Mitglieder sind als hochschmelzende und hochsiedende Elemente wichtige Legierungsbestandteile. Wolfram ist das Metall mit dem höchsten Schmelzpunkt und dem zweithöchsten Siedepunkt.
| Name         | Chrom              | Molybdän                            | Wolfram                 | Seaborgium |
| ------------ | ------------------ | ----------------------------------- | ----------------------- | ---------- |
| Schmelzpunkt | 2130 K (1857 °C)   | 2896 K (2623 °C)                    | 3695 K (3422 °C)        | ?          |
| Siedepunkt   | 2945 K (2672 °C)   | 4912 K (4639 °C)                    | 5828 K (5555 °C)        | ?          |
| Dichte       | 7,14 g·cm−3        | 10,28 g·cm−3                        | 19,25 g·cm−3            | ?          |
| Aussehen     | silbrig metallisch | silberweiß bis stahlgrau metallisch | weißglänzend metallisch | ?          |
| Atomradius   | 140 pm             | 145 pm                              | 146 pm                  | ?          |

Die Metalle
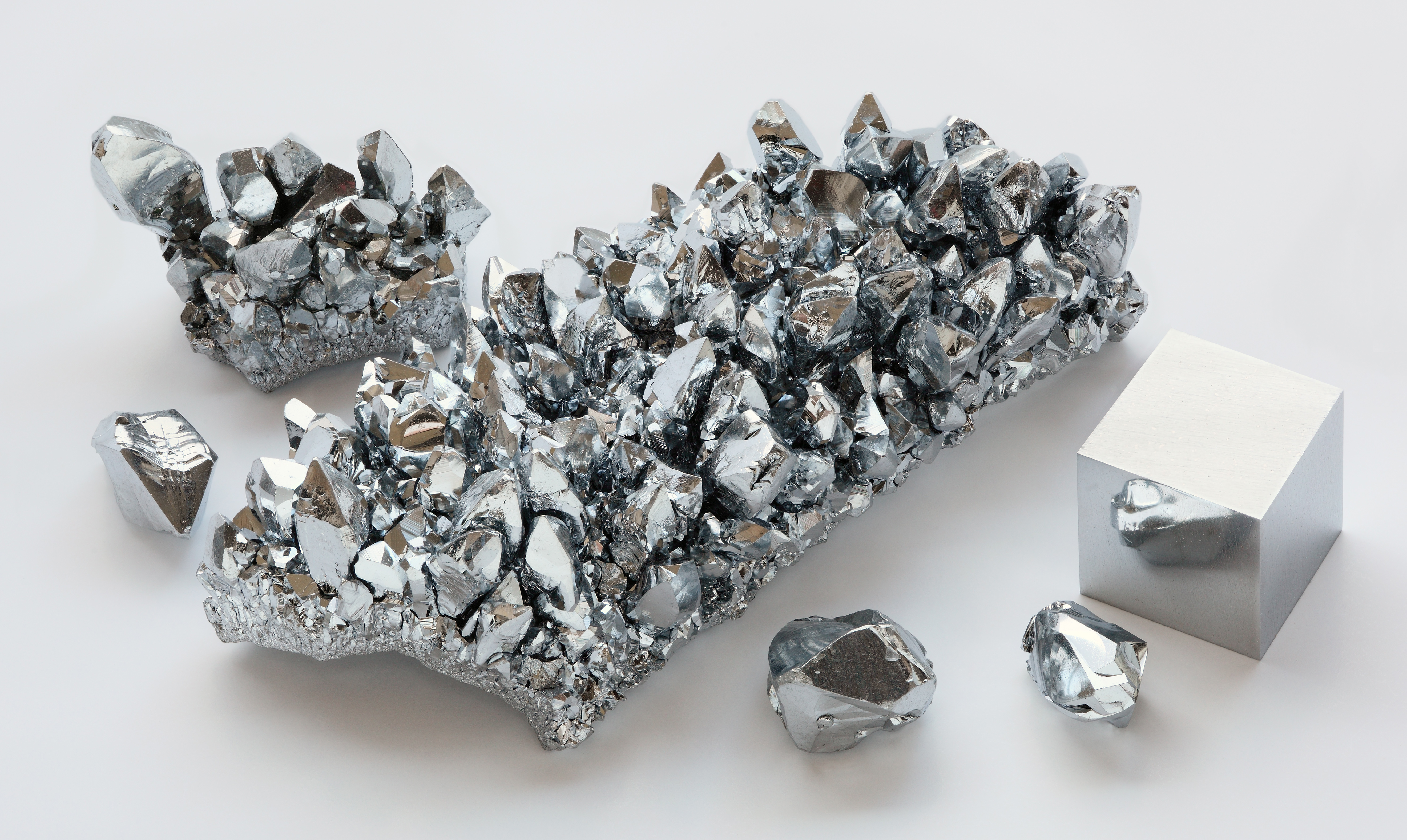
Chrom-Kristalle, 99,999 %+
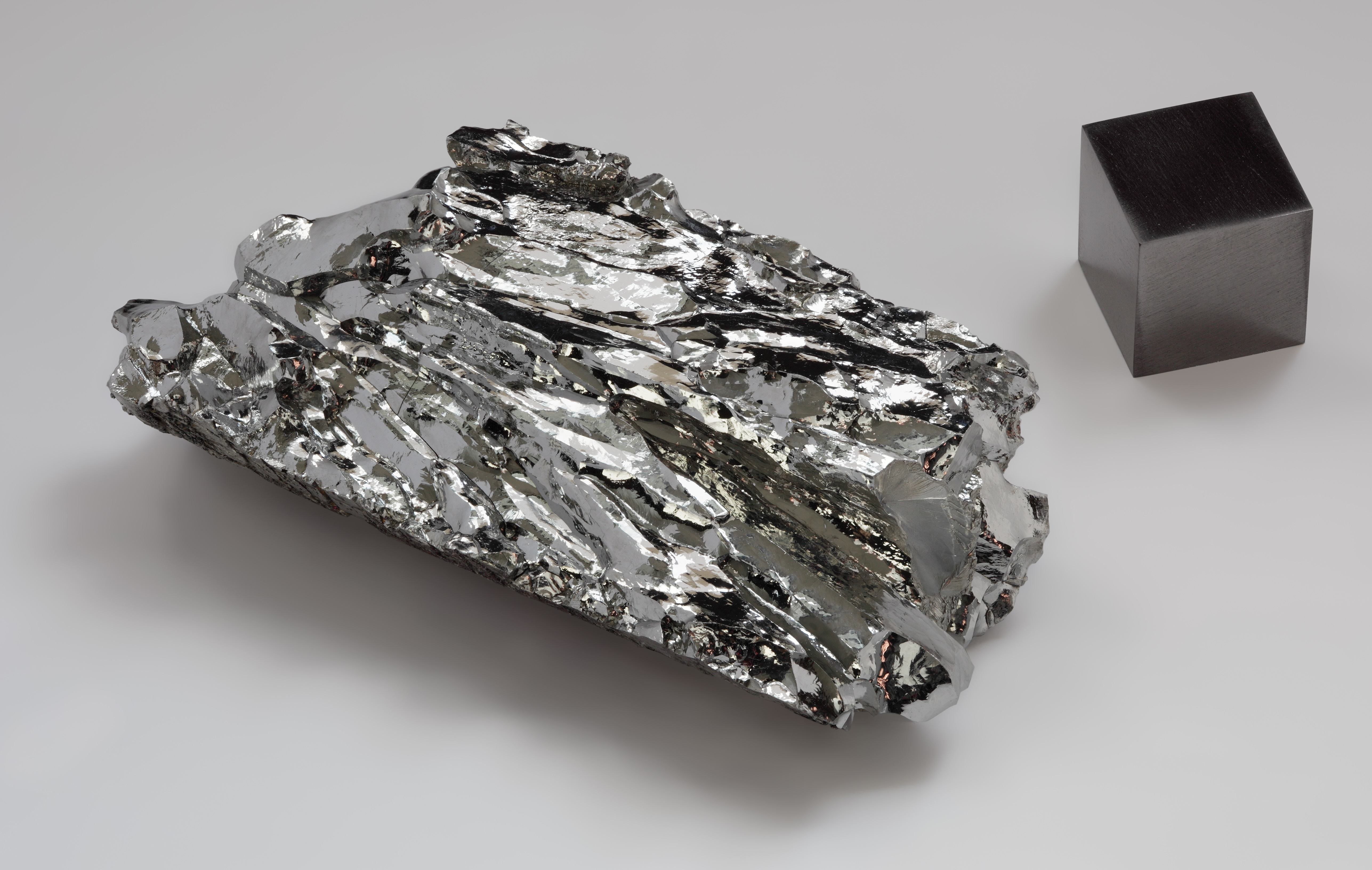
Kristallines Molybdän, 99,99 %
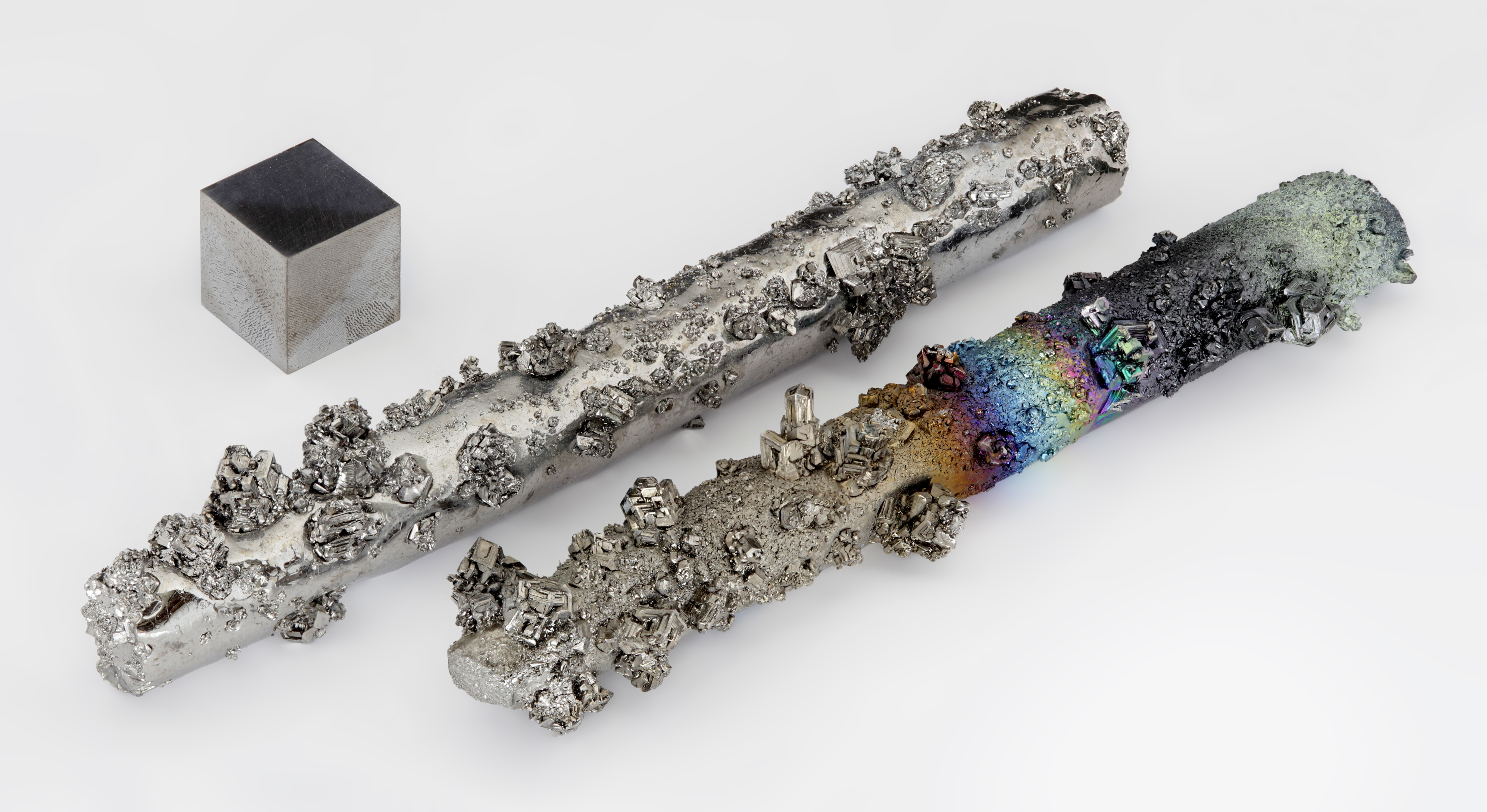
Aufgedampfte Wolframkristalle, 99,98 %